# París-Roubaix 1992
La París-Roubaix 1992 fou la 90a edició de la París-Roubaix. La cursa es disputà el 12 d'abril de 1992 i fou guanyada pel francès Gilbert Duclos-Lassalle, que s'imposà en solitari en l'arribada a Roubaix. Olaf Ludwig i Johan Capiot foren segon i tercer respectivament.

## Classificació final
|    | Ciclista                | Equip           | Temps      |
| -- | ----------------------- | --------------- | ---------- |
| 1  | Gilbert Duclos-Lassalle | Z               | 6h 26' 56" |
| 2  | Olaf Ludwig             | Telekom         | + 34"      |
| 3  | Johan Capiot            | TVM-Sanyo       | + 1' 22"   |
| 4  | Peter Pieters           | Tulip Computers | m. t.      |
| 5  | Jean-Claude Colotti     | Z               | m. t.      |
| 6  | Etienne de Wilde        | Telekom         | m. t.      |
| 7  | Johan Museeuw           | Lotto           | m. t.      |
| 8  | Nico Verhoeven          | PDM-Concorde    | m. t.      |
| 9  | Greg LeMond             | Z               | m. t.      |
| 10 | Hendrik Redant          | Lotto           | m. t.      |